# Sistema tributario de Argentina
El sistema tributario argentino es el conjunto de tributos exigidos por las Haciendas Públicas de Argentina, que abarcan tres niveles: nacional, provincial y municipal.

## Historia
Durante el siglo XVIII la mayor fuente de ingresos del gobierno era la Aduana de Buenos Aires. Luego de la Revolución de Mayo de 1810, las autoridades locales se apropian de los recursos de la aduana que hasta ese momento estaba bajo el poder del Virreinato del Río de la Plata. Durante las décadas siguientes, cuando la nación aún estaba en formación, fue manejada por la provincia de Buenos Aires. En 1835 Juan Manuel de Rosas impulsó la Ley de Aduana que determinaba la prohibición de importar algunos productos y la imposición de aranceles para otros.
En 1890 comienza un período caracterizado por la exportación de productos agrícolas, que significó la unificación del mercado interno y la apertura al mercado externo. De esta manera se crearon los impuestos "internos", en contraposición a aquellos considerados "externos" (la Aduana).
La Gran Depresión en 1929 produjo una caída sustancial del comercio internacional, que redujo los recursos generados por la Aduana desde el 59,2% de la recaudación al 38,6% en 1931. El gobierno de facto de José Félix Uriburu que había tomado el poder en 1930 implentó nuevos impuestos internos: sobre el consumo y las rentas, además de introducir la coparticipación de ingresos a las provincias. Esto se sumó a otras medidas que delinearían la economía de las siguientes décadas: la creación del Banco Central, el control de cambios y los entes reguladores de la producción y comercialización.
Hacia mediados de década los impuestos sobre las ventas y las rentas habían crecido hasta significar una parte importante de la recaudación del estado.
En 1955, el gobierno de facto conocido como Revolución Libertadora introdujo las retenciones a las exportaciones de forma transitoria por hasta el 25%. Durante los años 1960 se mantuvieron los tributos aunque las alícuotas fueron bajas. En 1967 el ministro Krieger Vasena las elevó hasta el 20-25%, aunque luego volvieron a bajar gradualmente.
En 1973 se crea el Impuesto al Valor Agregado (IVA), que reemplazó al impuesto a las ventas (nacional) y el impuesto sobre las actividades lucrativas (provincial). Sin embargo, a partir de 1977 las provincias comenzaron a implementar el Impuesto sobre los Ingresos Brutos con una finalidad similar a la del impuesto derogado. Durante el gobierno militar se eliminan los derechos a las exportaciones, aunque volvieron a aparecer al final de la dictadura en 1982 y se mantuvieron durante el gobierno de Alfonsín.
En 1991 se crea el Impuesto sobre los Bienes Personales, en principio como un tributo temporal pero que ha permanecido como parte del sistema tributario. Durante el gobierno de Menem se eliminaron la mayoría de las retenciones a la exportación, permaneciendo únicamente las que corresponden a las semillas de soja y girasol con una alícuota del 3,5%.
En marzo de 2001 se crea el impuesto a los Débitos y Créditos Bancarios, popularmente conocido como "impuesto al cheque", que sigue formando parte del sistema tributario a pesar de que en su ley de creación se estipulaba su fin en 2002. En febrero de 2002 se reinstrauraron las retenciones a las exportaciones, siendo uno de los tributos más importantes de la recaudación durante los gobiernos de Néstor Kirchner y Cristina Fernández de Kirchner.

## Principios del sistema tributario argentino
La Constitución Nacional establece los principios que deben seguir los impuestos:
1. Legalidad: deben ser creados por ley
2. Igualdad: las personas de similar capacidad contributiva deben ser tratadas igual
3. Generalidad:  los tributos deben alcanzar a las distintas personas y bienes
4. No confiscatoriedad:  no deben afectar  la  propiedad privada
5. Proporcionalidad: se deben corresponder con  la capacidad contributiva
6. Equidad: sintetiza los anteriores principios

## Sistemas tributarios

### Nacional
El sistema tributario nacional es determinado por ley del Congreso de la Nación y su cobro se encuentra a cargo de la Agencia de Recaudación y Control Aduanero. Los tributos nacionales son:
- Impuesto a las Ganancias
- Impuesto sobre los Bienes Personales

- Impuesto al Valor Agregado
- Impuestos sobre consumos específicos (combustibles,  bebidas  alcohólicas  y  cigarrillos)
- Impuesto a los Débitos y Créditos Bancarios
- Retenciones a las exportaciones
- Contribuciones a la Seguridad Social

### Provincial
Las provincias pueden establecer tributos propios sobre hechos imponibles no gravados por el estado nacional. Pese a la gran variedad de sistemas los principales impuestos cobrados a nivel provincial son:
- Impuesto sobre los Ingresos Brutos
- Impuesto de Sellos
- Impuesto Inmobiliario
- Impuesto Automotor

### Municipal
Los principales tributos que se cobran en las municipalidades argentinas son:
- Tasa de Servicios Generales
- Tasa de Seguridad e Higiene

## Coparticipación federal de impuestos
La coparticipación federal de impuestos es un sistema de recaudación de impuestos y distribución de la recaudación entre el Estado nacional argentino, las provincias y la Ciudad Autónoma de Buenos Aires, que adquirió rango constitucional en 1994, aunque desde entonces no ha sido posible consensuar la ley que ordena la Constitución.